# Hylocomiastrum
Hylocomiastrum là một chi rêu trong họ Hylocomiaceae.